# 네오누아르
네오누아르(neo-noir)는 1940년대와 1950년대 미국 누아르 영화의 시각적 스타일과 주제를 현대 관객에게 맞게 조정한 영화 장르로, 폭력과 성욕을 더욱 생생하게 묘사한다. 1970년대 후반과 1980년대 초반에는 시드니 폴락의 폴뉴먼의 선택(Absence of Malice), 브라이언 드 팔마의 필사의 추적(Blow Out), 마틴 스코세이지의 특근(After Hours)과 같은 영화에 힘입어 "네오누아르"라는 용어가 인기를 끌었다. 프랑스어 용어 필름 누아르(film noir)는 문자 그대로 영어로 "black film"으로 번역되며, 종종 블랙 필름 스타일로 표현되는 불길한 이야기를 나타낸다. 네오누아르는 비슷한 스타일을 가지고 있지만 테마, 콘텐츠, 스타일 및 시각적 요소가 업데이트되었다.

## 정의
새로운 단어에 그리스어 접두사를 사용하는 신조어 네오누아르(neo-noir)는 마크 코나드(Mark Conard)에 의해 "누아르 테마와 누아르 감성을 담고 있는 고전 누아르 시대 이후에 나오는 모든 영화"로 정의된다. 또 다른 정의는 필름 누아르의 기반을 전면에 내세우면서 다양한 장르를 종합하는 후기 누아르(later noir)라고 설명한다.

## 같이 보기
- 액션 영화
- 미스터리 영화
- 뉴 할리우드